# Napolitaanse cyclaam
De Napolitaanse cyclaam (Cyclamen hederifolium) (synoniem: Cyclamen neapolitanum Ten.), ofwel cyclaam van Napels, is genoemd naar de Italiaanse stad Napels. Hij komt voor in het noorden van het Middellandse Zeegebied, van het zuidoosten van Frankrijk tot in Turkije. Verder ook op Corsica, Sardinië, Sicilië, Kreta en andere Griekse eilanden. De cyclaam van Napels groeit in zeer diverse biotopen: in wouden, op rotsgrond en garrigue, op zeeniveau en tot 1300 meter hoogte. De soort is verwilderd in het westen van Frankrijk, in Groot-Brittannië en incidenteel in België en Nederland.

## Beschrijving
Cyclamen hederifolium bloeit van augustus tot de eerste vrieskoude. De meestal geurloze bloemen zijn van een roze kleur, met een iets donkerdere mond. De bloemblaadjes hebben aan de basis aan weerszijden een oortje.

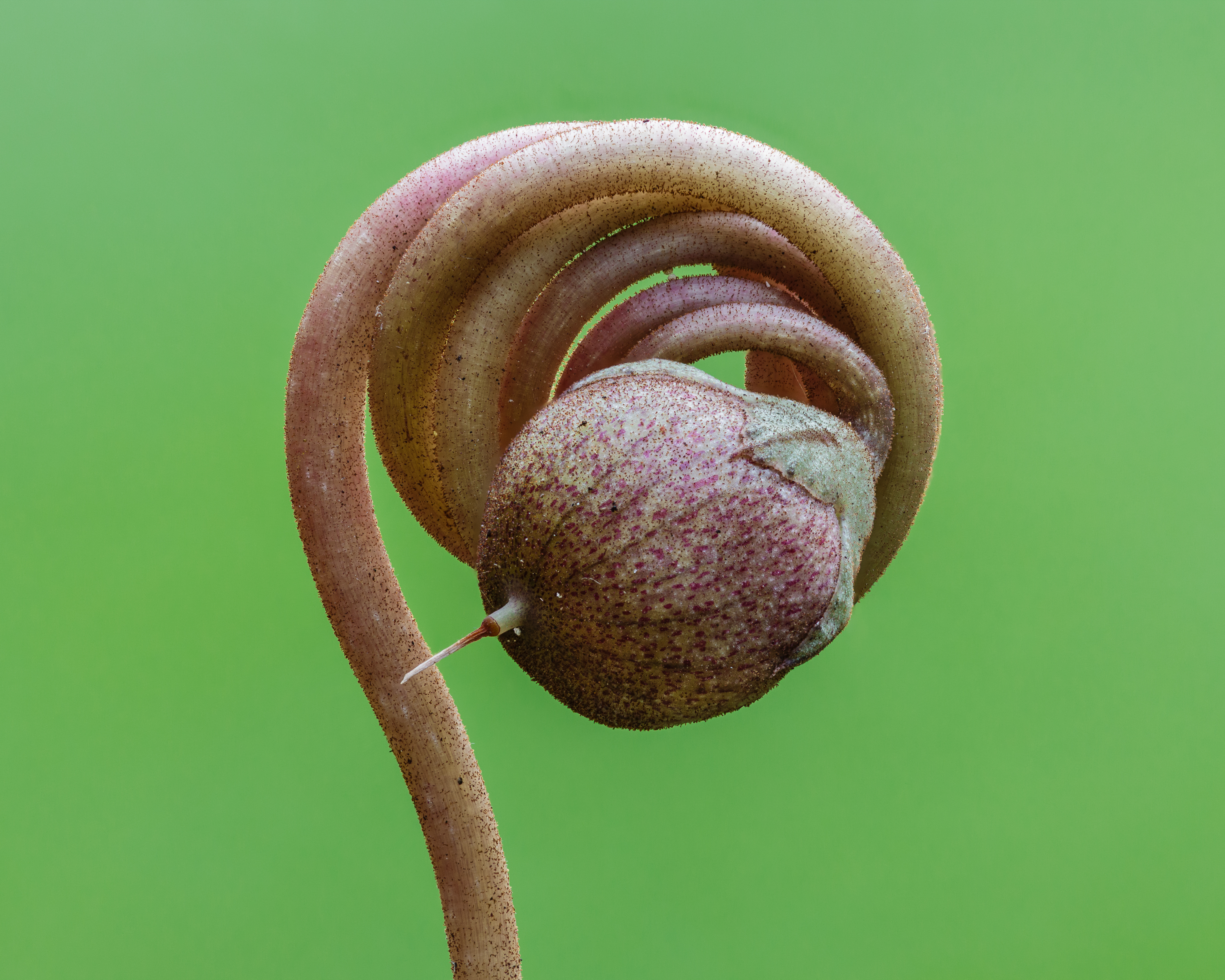
zaaddoosje op de spiraal van een Cyclamen Hederifolium.

De witgetekende bladeren, die na de eerste bloemen verschijnen, hebben een sterk gelobde of gedeelde rand. Ze lijken wat op deze van een klimop (Hedera) en vormen een decoratief tapijt van naseizoen tot lente.

### Variëteit
Cyclamen hederifolium var. confusum Grey-Wilson, een tetraploïde variëteit die voornamelijk op de Peloponnesos, Kreta en Sicilië wordt aangetroffen, heeft grotere bloemen en meer glanzende en dikkere bladeren. Deze variëteit werd recent als volwaardige soort beschouwd.

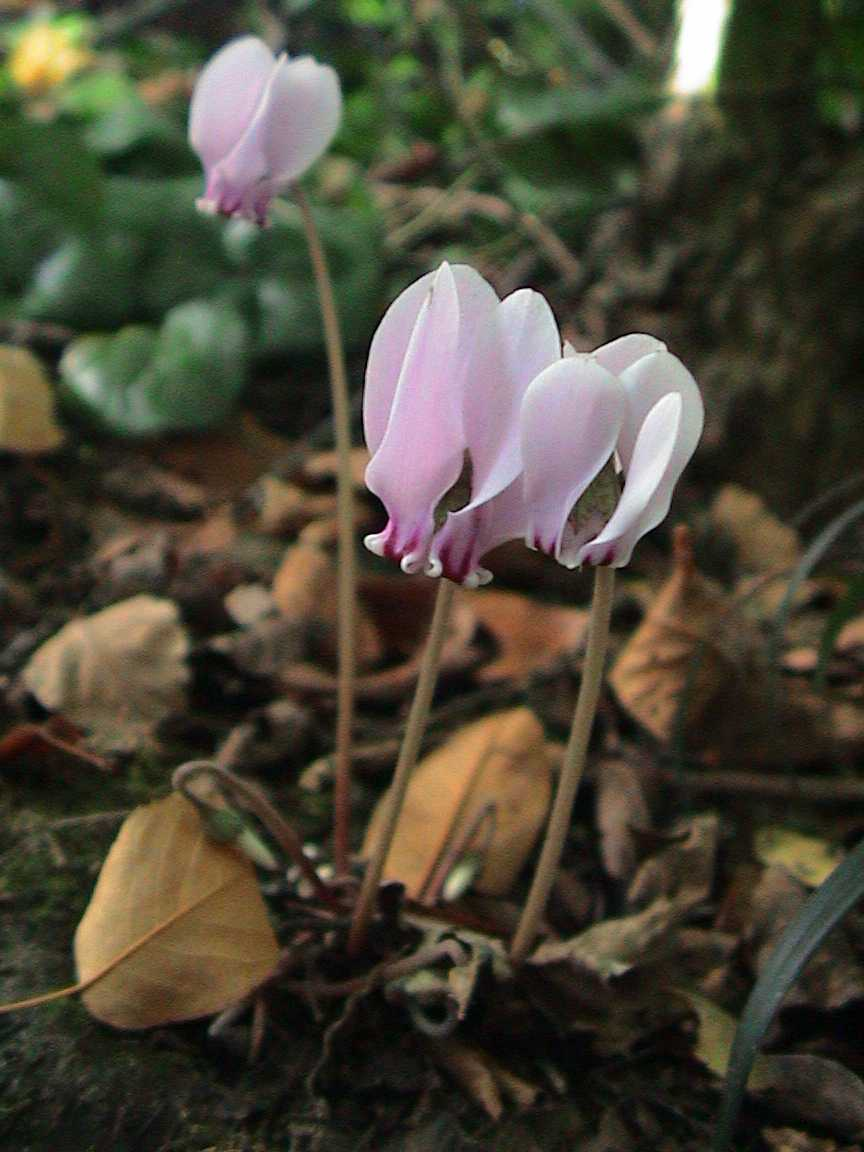
De eerste bloemen
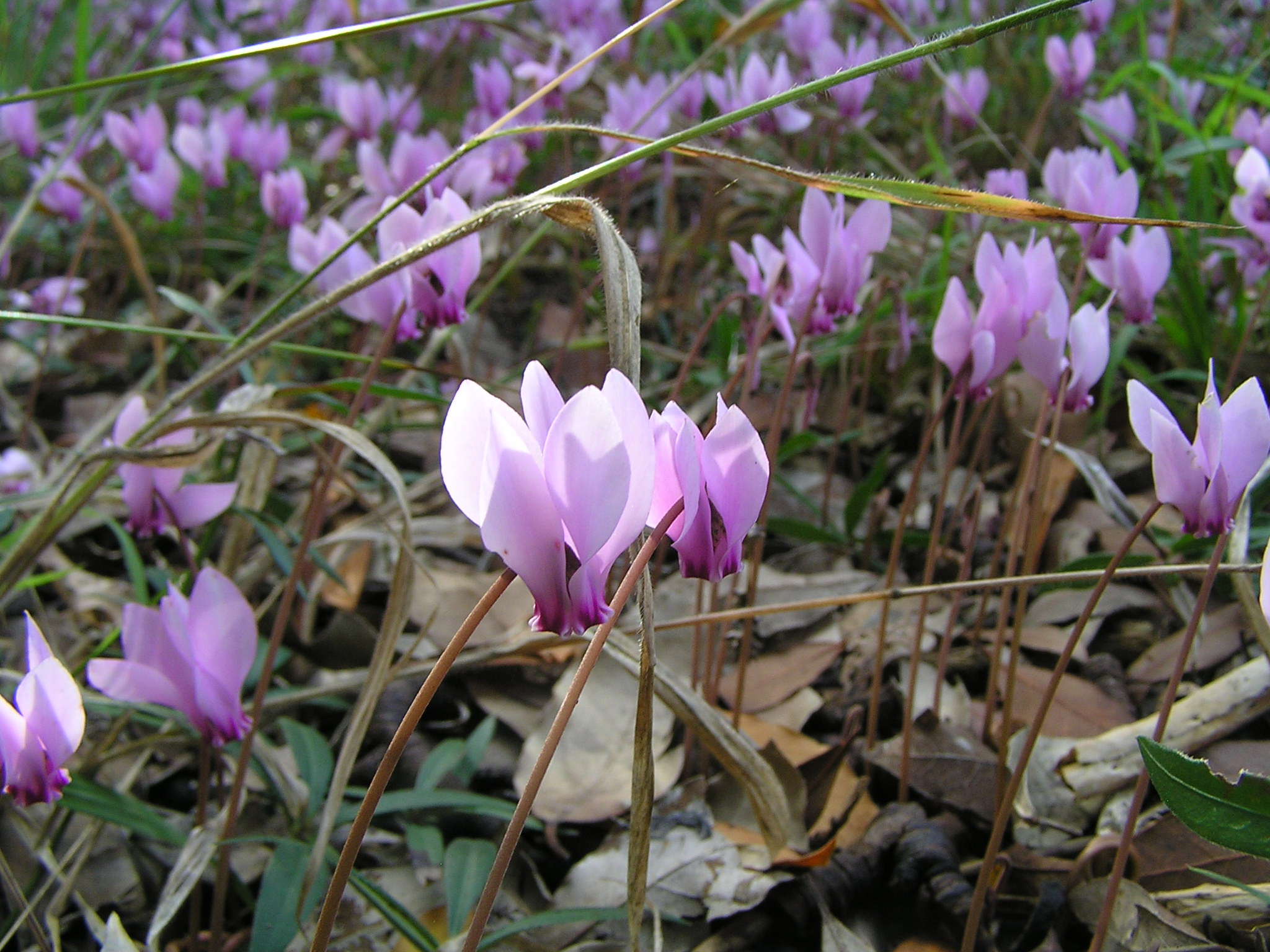
Een tapijt van Cyclamen hederifolium
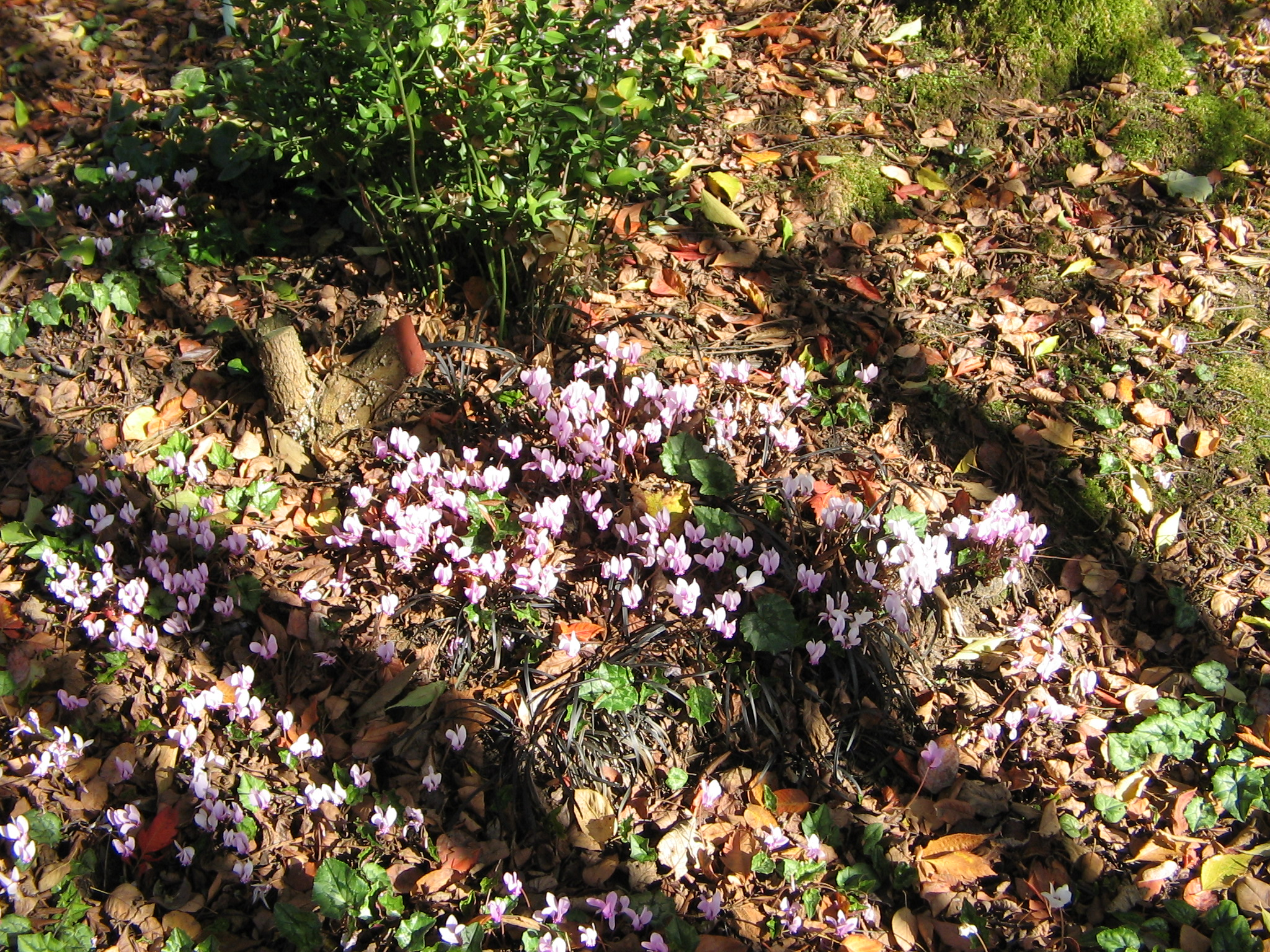
Cyclamen hederifolium in het onderhout
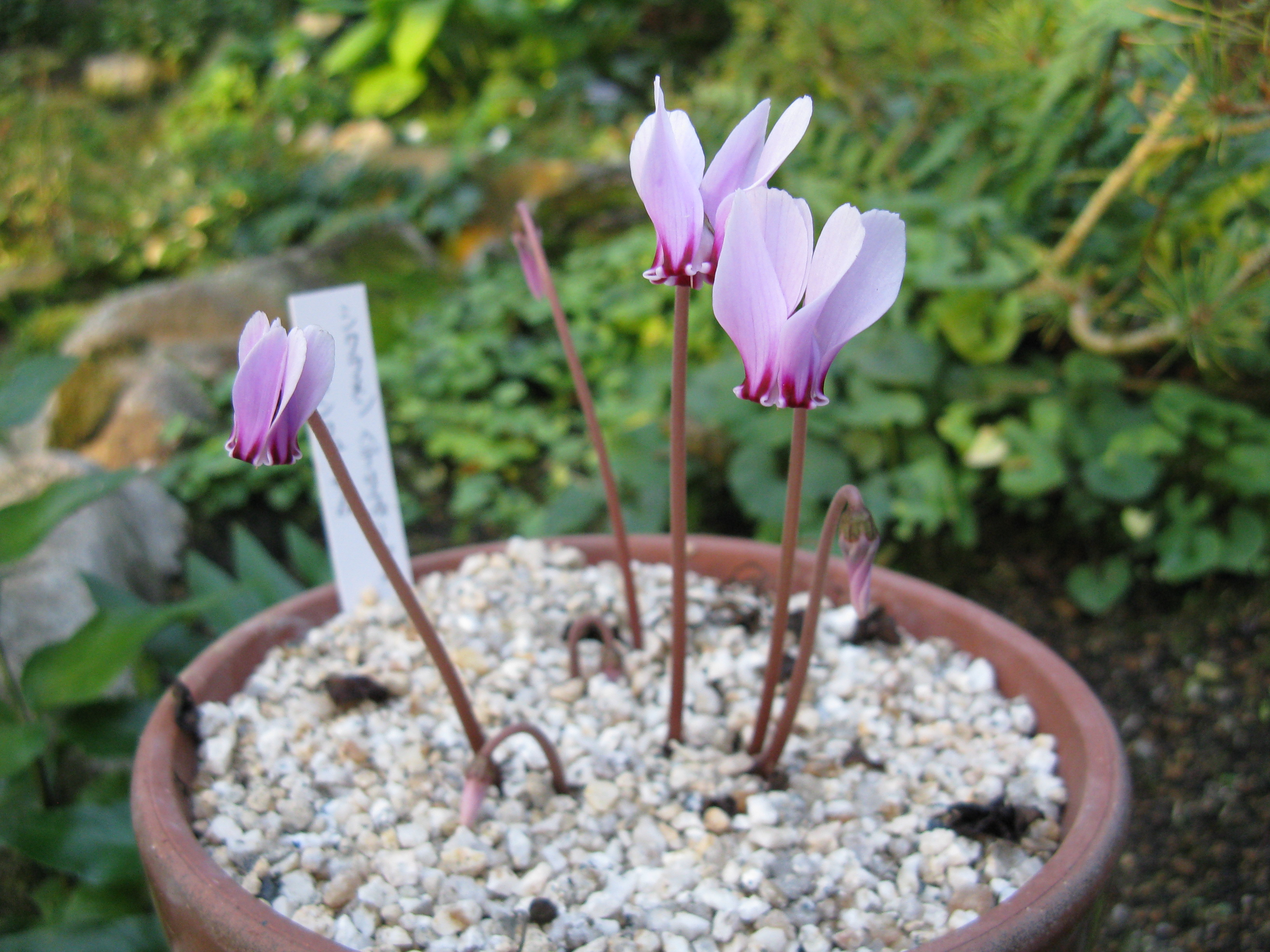
Cyclamen confusum
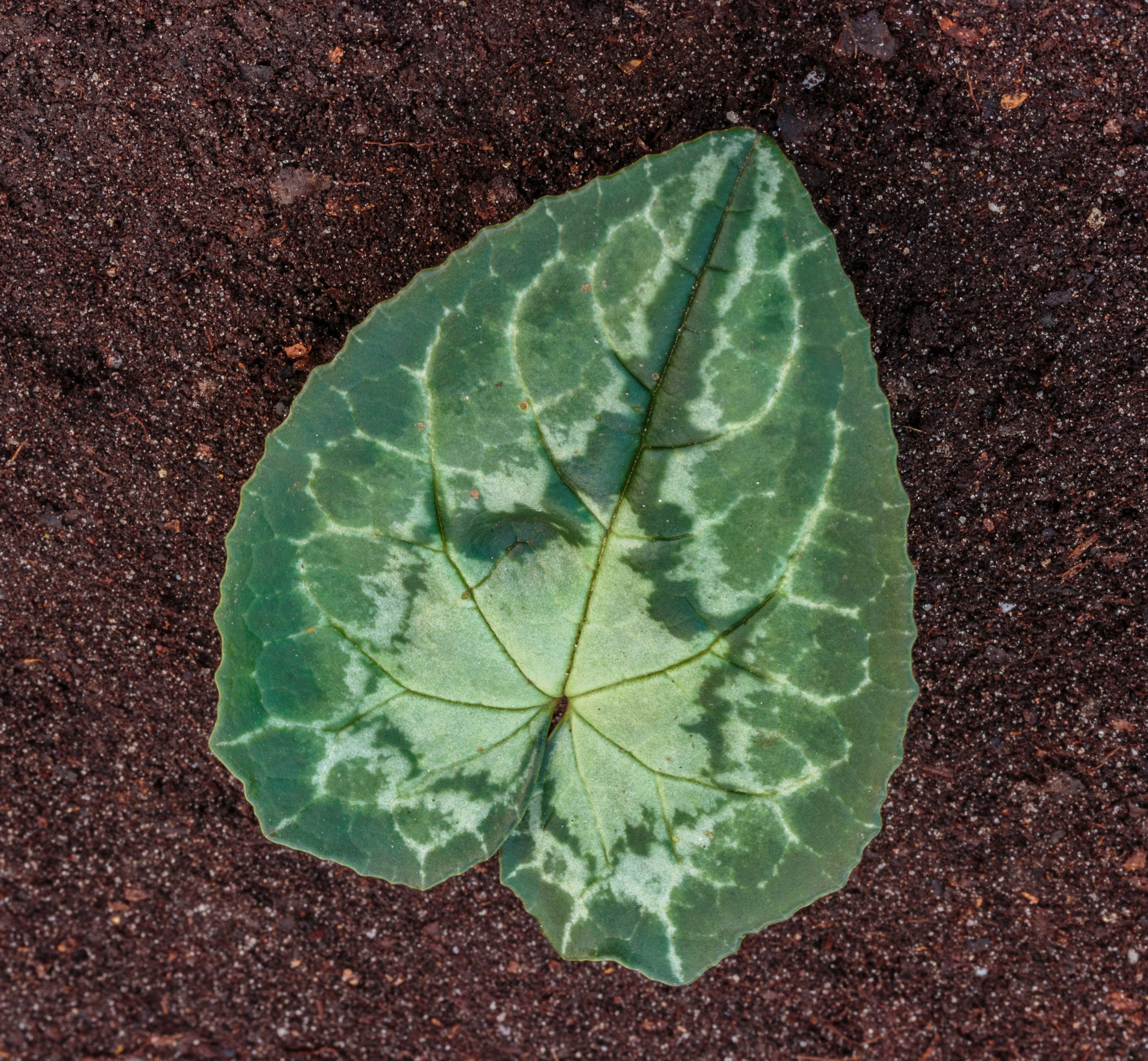
Blad van Cyclamen hederifolium.
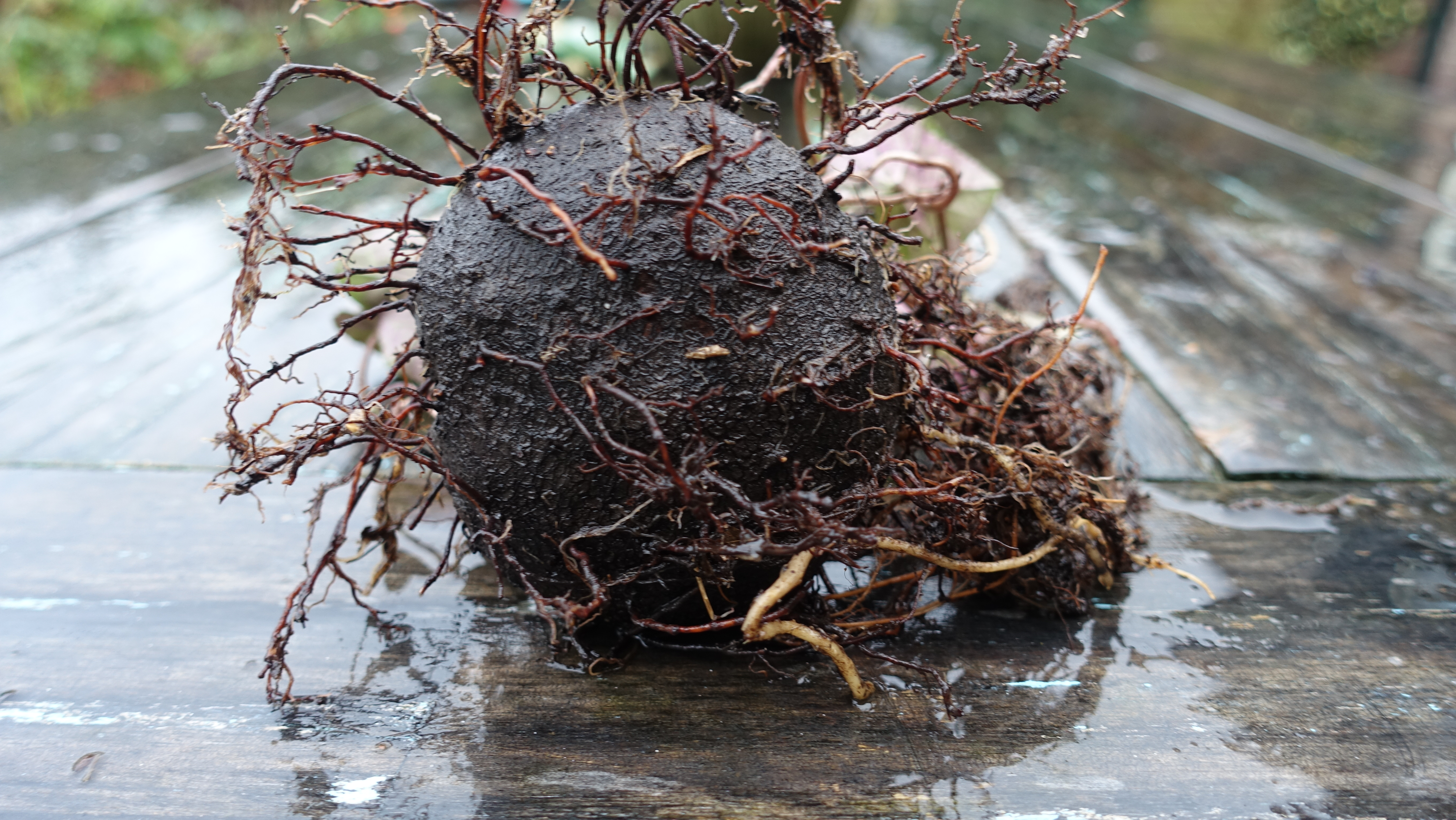
Onderzijde van de knol

## Kweek
Cyclamen hederifolium is een gemakkelijk te kweken cyclaamsoort. Het is een winterharde soort die ook bestand is tegen zomerdroogte. Deze cyclaam bloeit volop en brengt veel zaad voort. De cyclaam van Napels verwildert makkelijk in een normale, goed gedraineerde grond in halfschaduw.

### Cultivars

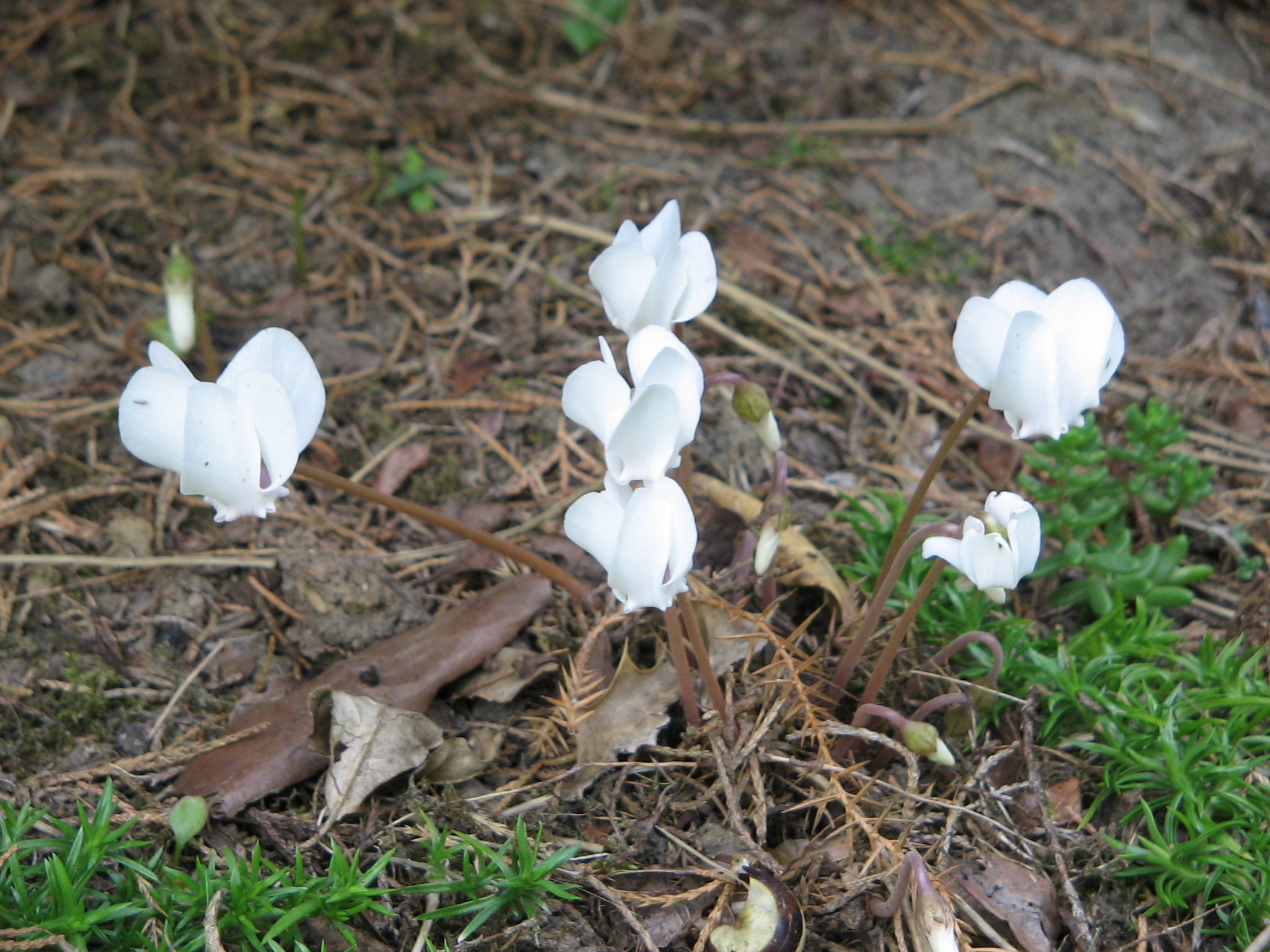
Cyclamen hederifolium ‘Album’

Bepaalde geurende variëteiten, onder andere afkomstig van Korfoe, noemt men ‘scented’; f. albiflorum is een zeldzamere vorm met witte bloemen (met vaak roospaarse keel) waarvan de beste selecties ‘Album’ worden genoemd. Cyclamen hederifolium ‘Album’ bloeit soms al vanaf juni.
Talrijke cultivars van Cyclamen hederifolium zijn ontwikkeld voor hun bloemen, bladeren of beide. Enkele favorieten:
- ‘Amaze Me’ is een nieuwe, vroegbloeiende variëteit met donkerroze of witte bloemen.
- ‘Apollo’ is een variëteit met een erg mooi bladmotief.
- ‘Artemis’ is een selectie van ‘Apollo’ met witte bloemen.
- ‘Lysander’, een sterke variëteit uit het Taygetos gebergte met duidelijk ingesneden bladen, heeft bloemen die soms naar lelietjes-van-dalen geuren.
- ‘Rosenteppich’ heeft donkerroze bloemen.
- ‘Ruby Glow’ heeft mooie rode bloemen.
- ‘Silver Cloud’ heeft zilverachtige bladeren.
- ’White Cloud’ is een selectie van ‘Silver Cloud’ met witte bloemen.
- ‘Stargazer’ heeft bloemen die naar omhoog wijzen.[2]

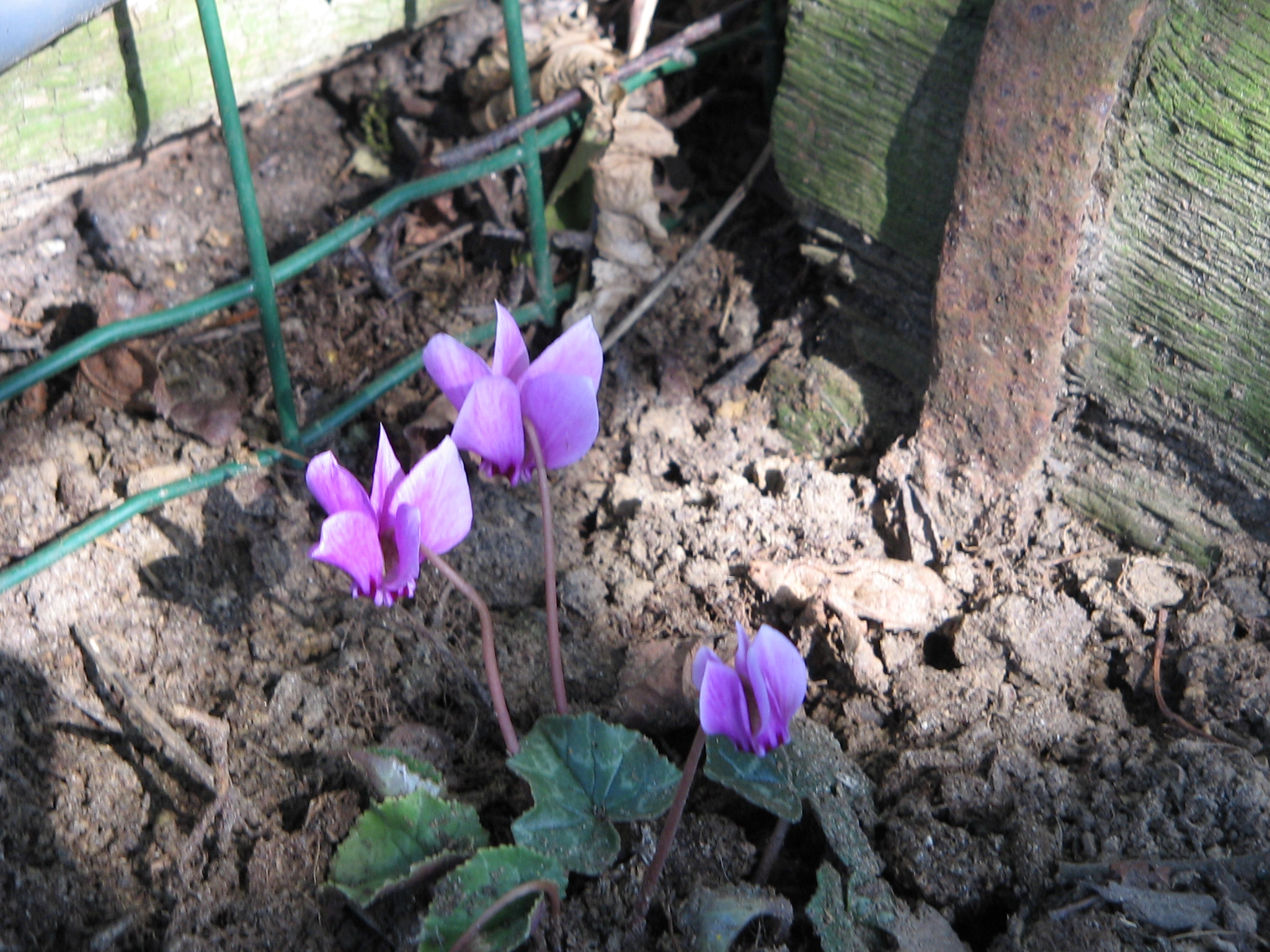
Cyclamen hederifolium ‘Amaze Me’
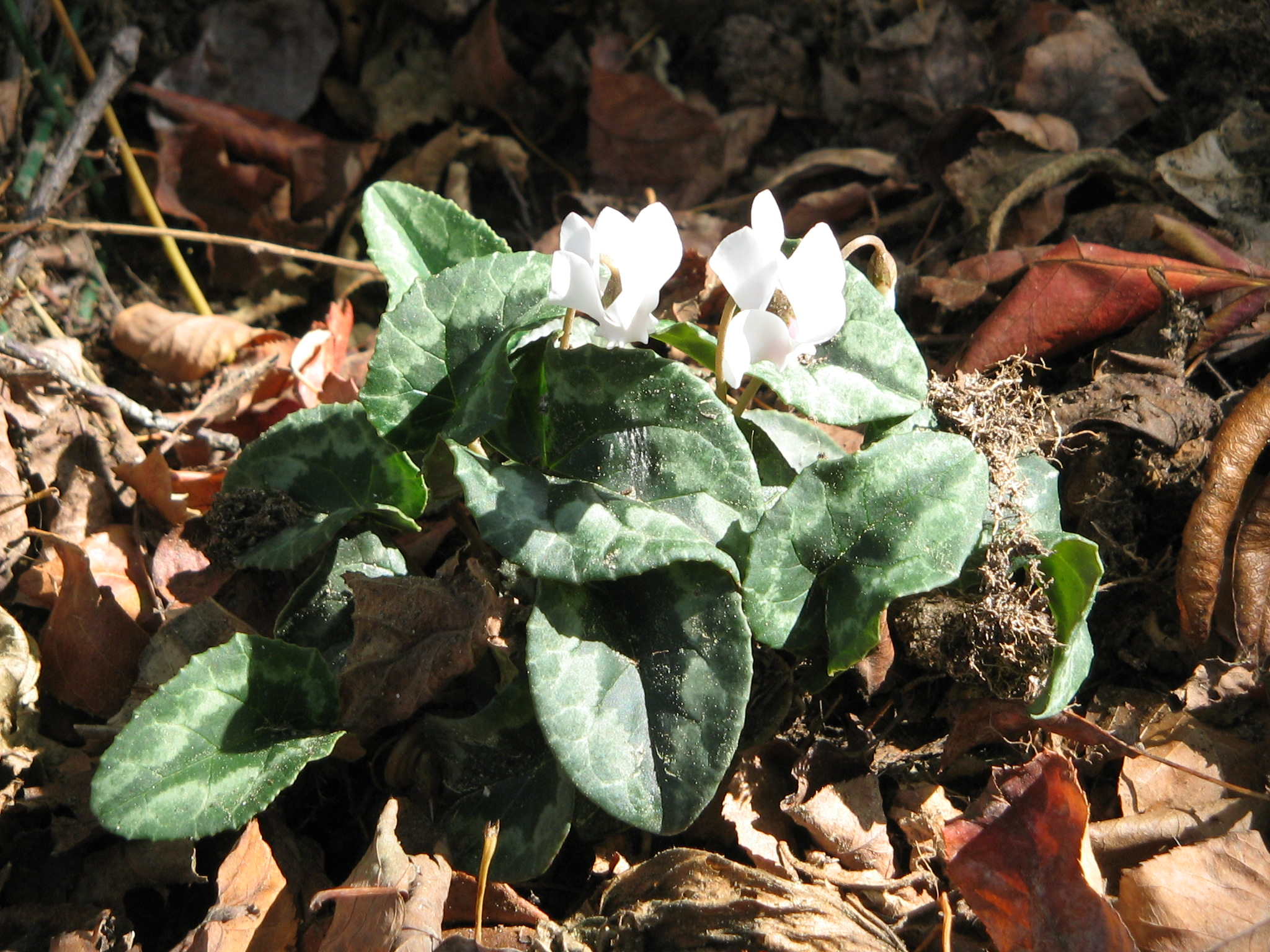
Cyclamen hederifolium ‘Amaze Me White’

... · 
C. abchasicum · 
C. africanum · 
C. alpinum · 
C. balearicum · 
C. cilicium · 
C. colchicum · 
C. coum (Rondbladige cyclaam) · 
C. creticum · 
C. cyprium · 
C. elegans · 
C. graecum · 
C. hederifolium (Napolitaanse cyclaam) · 
C. intaminatum · 
C. libanoticum · 
C. mirabile · 
C. persicum · 
C. pseudibericum · 
C. parviflorum · 
C. purpurascens (Alpenviooltje) · 
C. repandum · 
C. rhodium · 
C. rohlfsianum · 
C. somalense · 
...